# 西藏紫锤草
西藏紫锤草（学名：Pratia reflexa）为桔梗科铜锤玉带属下的一个种。

## 扩展阅读
- 維基物種上的相關：西藏紫锤草